# Muzeul Județean Olt
Muzeul Județean Olt este un muzeu județean din municipiul Slatina, situat pe strada Ana Ipătescu, nr. 1.

## Istorie
După Primul Război Mondial, câțiva colecționari slătineni inițiază colecții particulare, îndeosebi de arheologie, numismatică și artă populară. La 1 mai 1952 a fost inaugurat Muzeul Raional Slatina.
Colecționarul Jack Florescu amenajează în casa proprie două săli de prezentare a colecției. Săpăturile arheologice din tell-urile neolitice sălcuțo-gumelnițene de la Slatina (Strehareț), Brebeni, Olt și Drăgănești-Olt, din așezarea Verbicioara de la Donești (Vulturești), din dava de la Sprâncenata, din castrul și așezarea civilă Acidava (Enoșești - Piatra Olt), de la Chilia (dacii liberi), sau din așezarea de la Ipotești (cultura Ipotești-Cândești-Ciurelu) îmbogățesc substanțial colecțiile inițiale.
Colecțiile de arheologie atestă o continuitate de locuire și civilizație neîntreruptă pe Valea Oltului inferior prin piese care susțin cultura materială și spirituală preistorică sau veche: ceramică, unelte, statuete antropomorfe și zoomorfe; altele atestă civilizația geto-dacă, civilizația romană din zona limes-ului alutan și transalutan, continuitatea de locuire din epoca migrațiilor (două culturi ale acestei perioade sunt descoperite în Olt: Cultura Chilia și Cultura Ipotești lângă Slatina - Cândești - Ciurelu), precum și menținerea legăturilor cu Imperiul Bizantin (tezaurul de monede bizantine din argint, din secolul al VII-lea, fibule digitale și opaițe de tradiție bizantină).
Evul mediu este reflectat de o serie de mărturii care ilustrează legăturile unor voievozi cu județul Olt: Vlad Vintilă, Mihai Viteazul, Matei Basarab și Constantin Brâncoveanu; documente despre mari familii ca: Buzești, Brâncoveanu, Deleanu etc.; arme; carte veche; podoabe; numismatică - monede sau tezaure monetare ce confirmă o susținută activitate comercială într-un important loc de vamă ca Slatina (atestare documentară la 20 ianuarie 1368).
Epoca modernă cuprinde colecții de documente, arme, presă, fotografii de epocă, artă decorativă și evidențiază rolul așezării urbane în procese de înnoire și afirmare națională. Secția de artă cuprinde lucrări de pictură și sculptură contemporană și este axată, pentru a-i conferi personalitate, pe creații ale artiștilor plastici originari din județul Olt.
În prezent, Muzeul Județean Olt are deschise publicului două secții: Secția de istorie și cultură slătineană (expoziție permanentă inaugurată la 20 aprilie 2000), cu o suprafață de expunere de 123,28 mp, și Secția de artă contemporană Ion Popescu-Negreni (expoziție permanentă inaugurată la 8 iulie 1999), cu o suprafață de expunere de 237,14 mp.
Clădirea muzeului este monument istoric, având codul de identificare: cod LMI OT-II-m-B-08582. 